# Oldřich Nejedlý
Oldřich Nejedlý (Žebrák, 26. prosinca 1909. – Rakovník, 11. lipnja 1990.), čehoslovački nogometaš. Bio je najbolji strijelac Svjetskog prvenstva 1934. godine.

## Karijera
Nejedlý igrao za "Spartu Prag" za vrijeme svoje karijere. Za njih je postigao 162 gola u 187 ligaških utakmica, osvojivši četiri puta čehoslovačku prvu ligu 1932., 1936., 1938. i 1939. godine te 1935. i Mitropa kup. Također je postigao 18 golova u 38 utakmica za SK Rakovník (1943., 1944. i 1946.).
Za Čehoslovačku, Nejedlý je zabio 29 golova u 44 utakmice. Bio je sudionik u dva Svjetskog prvenstva u Italiji 1934. i u Francuskoj 1938. Nejedlý je proglašen za najboljeg strijelca na Svjetskom prvenstvu 1934. godine s pet golova. Nejedlý je umro 1990. godine, u dobi od 80 godina.

## Vanjske poveznice
- Oldřich Nejedlý životopis (češ.)